# Istituto C.G. Jung

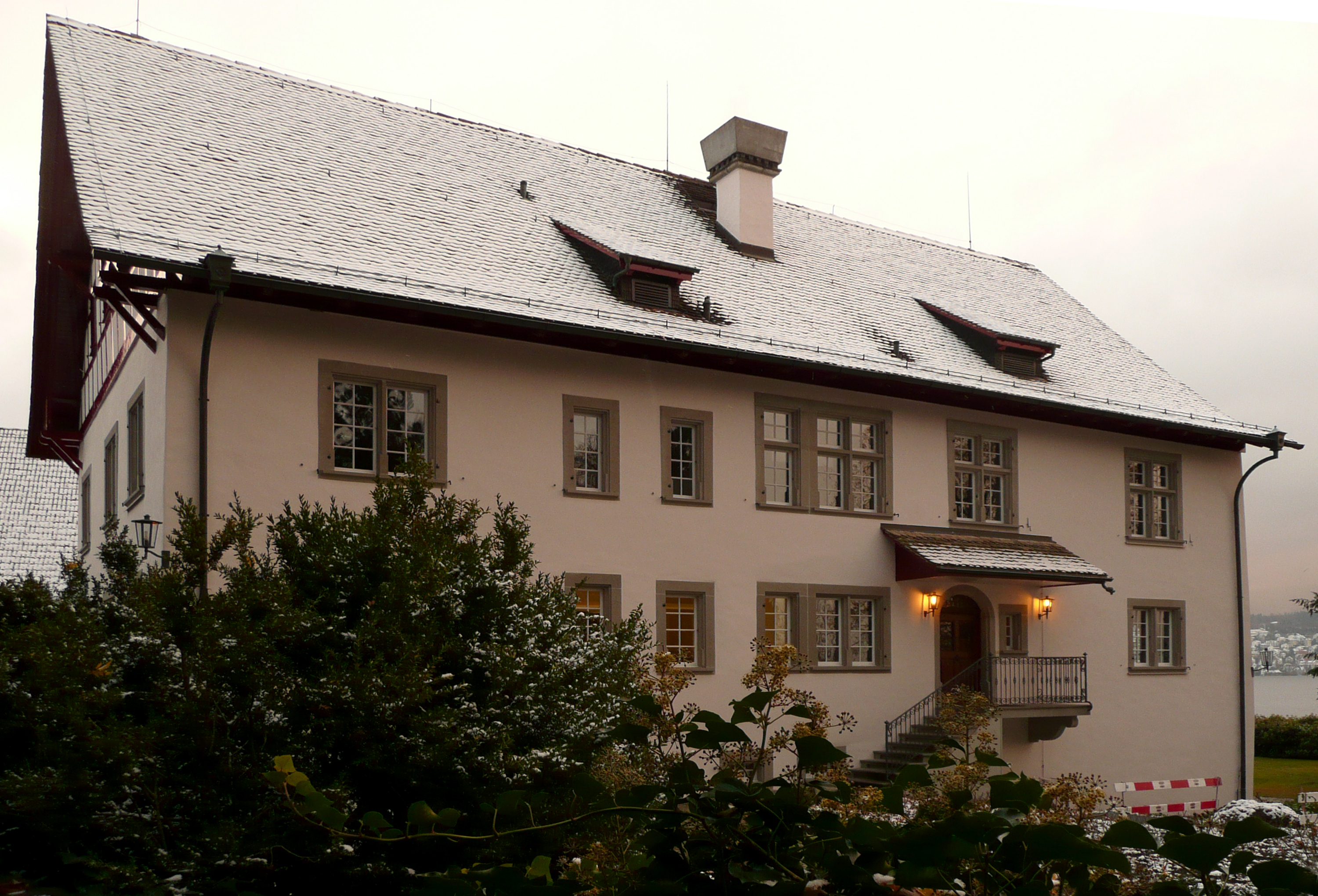
L'Istituto C.G. Jung.

L'Istituto C.G. Jung di Küsnacht fu fondato nel 1948 dallo psichiatra Carl Gustav Jung, fondatore della psicologia analitica. Nei primi anni di attività dell'istituto, vi lavorarono anche Marie-Louise von Franz, Aniela Jaffé e Jolande Jacobi.
Lo scopo dell'istituto è formare e condurre ricerche nell'ambito della psicologia analitica e della psicoterapia. Jung in persona guidò l'Istituto fino al 1961, anno della sua morte.
La biblioteca dell'istituto comprende circa 15000 libri e periodici relativi alla psicologia analitica.